# Azər Hacıyev
Azər Fərhad oğlu Hacıyev (russisch Азер Фархад Оглы Гаджиев Aser Farchad Ogly Gadschijew; * 26. Juni 1977 in Baku, Aserbaidschanische SSR) ist ein aserbaidschanischer Billardspieler, der in der Billardvariante Russisches Billard antritt.
Der zweimalige aserbaidschanische Meister wurde 2004 EM-Dritter in der Disziplin Freie Pyramide und erreichte 2007 das Viertelfinale der Weltmeisterschaft in der Kombinierten Pyramide.

## Karriere
Azər Hacıyev begann Ende der 1990er-Jahre mit dem Billardspielen und trat 2002 erstmals international in Erscheinung, als er bei der Weltmeisterschaft und bei der Europameisterschaft die Runde der letzten 32 erreichte. Nachdem er beim Balkanpokal 2004 ins Viertelfinale gekommen war, erzielte er im Mai 2004 seinen bis dahin größten Erfolg, als er bei der EM in Kaliningrad unter anderem durch einen Sieg gegen den Vorjahresfinalisten Sergejus Jermakovas ins Halbfinale einzog, in dem er dem Ukrainer Oleksandr Palamar mit 3:5 unterlag. Beim Asian Cup belegte er 2004 den 33. Rang und ein Jahr später den 25. Platz. Bei der WM 2005 schied er sieglos in der Vorrunde aus.
Anfang 2006 gab Hacıyev sein Europacupdebüt und erreichte die Runde der letzten 64. Im selben Jahr gelangte er bei der EM und bei der WM ins Achtelfinale. Im März 2007 erreichte Hacıyev beim Europacupturnier in Wolschski das Viertelfinale, in dem er dem späteren Turniersieger Jaroslaw Wynokur unterlag. Wenige Wochen später besiegte er bei der Kombinierte-Pyramide-WM unter anderem Valerijus Ivanovas und Däuren Urynbajew, bevor er sich im Viertelfinale dem Kirgisen Kanybek Sagynbajew mit 2:4 geschlagen geben musste.
In der Folgezeit scheiterte Hacıyev zumeist frühzeitig und kam bis 2011 bei keinem internationalen Turnier über die Vorrunde hinaus. So schied er unter anderem bei den Asian Open 2007, der Kombinierte-Pyramide-WM 2007, der EM 2008, der Kombinierte-Pyramide-WM 2009 und der Freie-Pyramide-WM 2009 in der Vorrunde aus. Während er im Februar 2011 bei der Weltmeisterschaft in der Kombinierten Pyramide zumindest in die Runde der letzten 32 gelangte, scheiterte er im selben Jahr bei der Freie-Pyramide-WM erneut in der Vorrunde.
Nachdem er bei der EM 2012 ein weiteres Mal mit einem Vorrundenaus in das Jahr gestartet war, erzielte er anschließend bessere Ergebnisse. Bei den Weltmeisterschaften 2012 erreichte er das Achtelfinale in der Freien Pyramide, in dem er Dmytro Biloserow unterlag, und das Sechzehntelfinale in der Dynamischen Pyramide. Im Oktober 2012 nahm er erstmals am Kremlin Cup teil und kam dort in die Runde der letzten 32, nachdem er unter anderem den damaligen Welt- und Europameister Wladislaw Osminin besiegt hatte. 2013 musste Hacıyev bei der Freie-Pyramide-WM eine Erstrundenniederlage hinnehmen und bei den St. Petersburg Open belegte er den 49. Platz. Bei der EM 2014 besiegte Hacıyev unter anderem Wladyslaw Derewjanko und Paata Chmaladse und zog ins Viertelfinale ein, in dem er Jaroslaw Tarnowezkyj unterlag. Im selben Jahr wurde er bei den Ajara Open Neunter.
Seitdem nimmt Hacıyev nur noch vereinzelt an internationalen Turnieren teil. So erreichte er bei der Kombinierte-Pyramide-WM 2016 die Runde der letzten 64 und bei der Dynamische-Pyramide-WM 2018 die Runde der letzten 32 und scheiterte 2019 beim Minsk Cup in der Qualifikation. Unterdessen erzielte er auf nationaler Ebene mehrere Erfolge. So wurde er 2016 durch einen 5:4-Finalsieg gegen Müşviq Fərəcov aserbaidschanischer Meister in der Kombinierten Pyramide und wiederholte diesen Titelgewinn zwei Jahre später, diesmal mit einem 5:1-Endspielsieg gegen Ceyhun Zeynalov. 2019 verlor er im Halbfinale gegen Müşviq Fərəcov.

## Erfolge
| Ergebnis | Jahr | Turnier                                       | Finalgegner     | Endstand |
| -------- | ---- | --------------------------------------------- | --------------- | -------- |
| Sieger   | 2016 | Aserbaidschanische Meisterschaft (Komb. Pyr.) | Müşviq Fərəcov  | 5:4      |
| Sieger   | 2018 | Aserbaidschanische Meisterschaft (Komb. Pyr.) | Ceyhun Zeynalov | 5:1      |

## Teilnahmen an Weltmeisterschaften
| Disziplin            | 2002              | 2003              | 2004              | 2005              | 2006              | 2007 | 2008              | 2009              | 2010              | 2011              | 2012 | 2013 | 2014 | 2015 | 2016 | 2017  | 2018  | 2019  | 2020  |
| -------------------- | ----------------- | ----------------- | ----------------- | ----------------- | ----------------- | ---- | ----------------- | ----------------- | ----------------- | ----------------- | ---- | ---- | ---- | ---- | ---- | ----- | ----- | ----- | ----- |
| Freie Pyramide       | L32               | –                 | –                 | R                 | A                 | –    | –                 | R                 | –                 | R                 | A    | R    | –    | –    | –    | n. a. | –     | –     | n. a. |
| Dynamische Pyramide  | nicht ausgetragen | nicht ausgetragen | nicht ausgetragen | nicht ausgetragen | nicht ausgetragen | R    | nicht ausgetragen | nicht ausgetragen | nicht ausgetragen | nicht ausgetragen | L32  | –    | –    | –    | –    | n. a. | L32   | n. a. | n. a. |
| Kombinierte Pyramide | nicht ausgetragen | nicht ausgetragen | nicht ausgetragen | nicht ausgetragen | nicht ausgetragen | V    | –                 | R                 | –                 | L32               | –    | –    | –    | –    | L64  | –     | n. a. | –     | n. a. |
| Quelle:              |                   |                   |                   |                   |                   |      |                   |                   |                   |                   |      |      |      |      |      |       |       |       |       |

| Legende | Legende                               |
| ------- | ------------------------------------- |
| S       | Sieger                                |
| F       | Finalist                              |
| HF / H  | Halbfinalist                          |
| VF / V  | Viertelfinalist                       |
| AF / A  | Achtelfinalist                        |
| LX      | Niederlage in der Runde der letzten X |
| R2      | Niederlage in Runde 2                 |
| R       | Vorrundenaus/Niederlage in Runde 1    |
| –       | nicht teilgenommen                    |
| n. a.   | nicht ausgetragen                     |